# 红颈袋鼠
紅頸袋鼠（学名：Macropus rufogriseusmsw3）为袋鼠科大袋鼠属的一种，是一种中等體型的袋鼠，生活在較溫和及肥沃的澳洲東部。

## 名称
牠們是被俗称为小袋鼠（wallaby）之中最大的其中一种，故有時也被俗称為袋鼠（kangaroo）。

## 特征
雄性重於20公斤，體長90厘米。
紅頸袋鼠的特徵是其黑色的鼻子及爪子，上唇的白紋，灰色的毛皮及兩肩之間的紅點。

## 分布
紅頸袋鼠棲息澳洲東部海岸及高地之間的叢林及硬葉植物森林，即由昆士蘭的羅克漢普頓至南澳洲州、塔斯曼尼亞及巴斯海峽的大部份島嶼上。
在塔斯曼尼亞，新南威爾士東北部及昆士蘭海岸，紅頸袋鼠的數目在過往30年暴升，原因是被獵殺的危機減少，及消除後的森林變成適合牠們晚間覓食的草地並有草叢作日間遮蔭。但是在維多利亞州，不知為何牠們卻不怎麼普及。

## 习性
紅頸袋鼠很多時間都是獨自生活的，但仍有較稀疏的群族，往往都有共同哺食的地方。牠們於晚間覓食，尤其是在陰天或近黃昏時份，吃接近遮蔽處的草。
紅頸袋鼠有兩個亞種。塔斯曼尼亞的斑氏小袋鼠（M. r. rufogriseus）較為細小，有較長及粗糙的毛，於夏天末（約2月至4月）繁殖。雌性的斑氏小袋鼠若非在正常季節有孕，則會在8個月後誕下幼獸。牠們可以生活在人類的附近，曾發現牠們在都市的草坪上覓食。另一個亞種是大陸上的M. r. banksianus，全年都僧繁殖。有趣的是飼養下的紅頸袋鼠有穩定的飲食時間。

## 外來引進

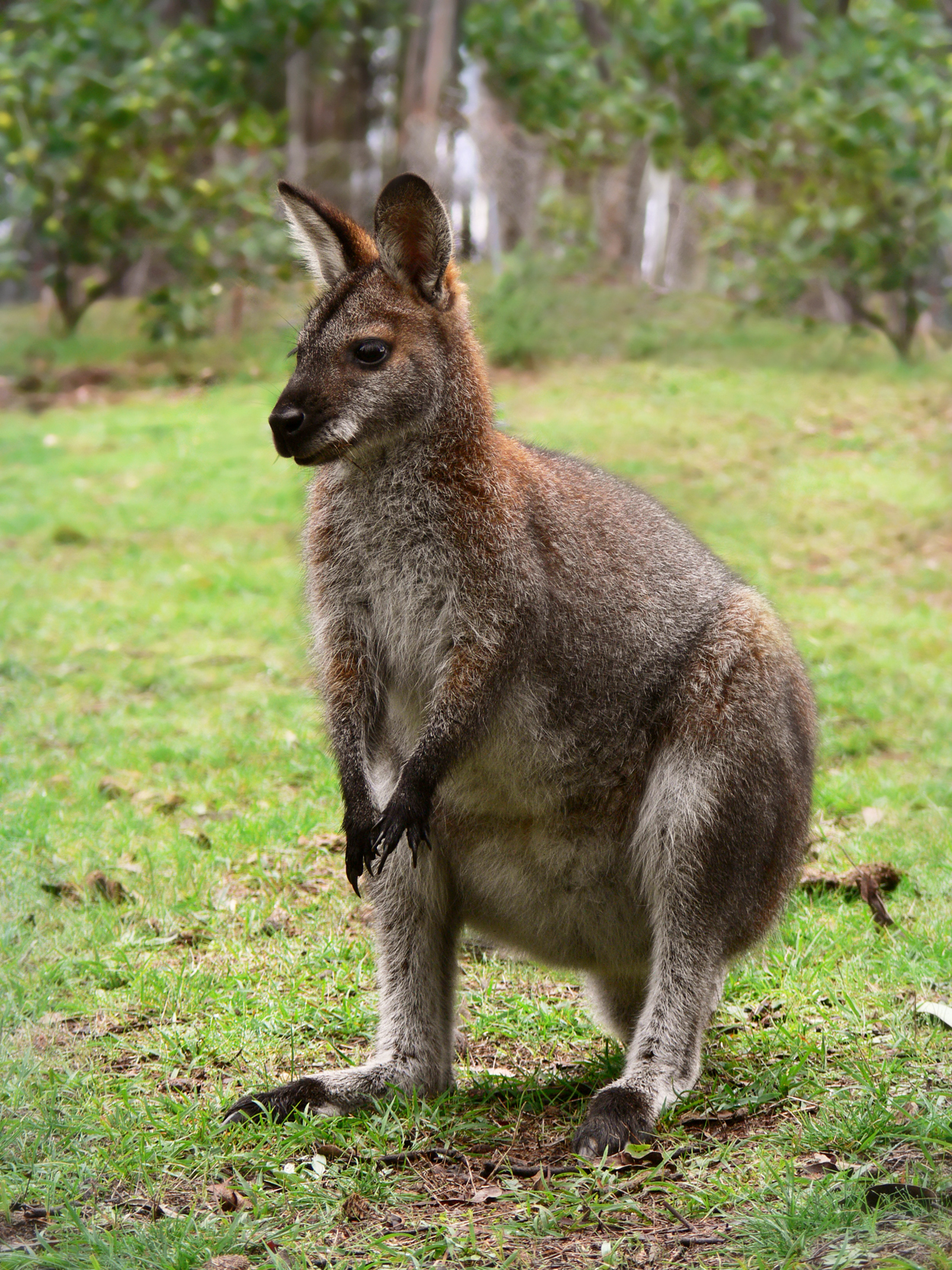
幼年雌性紅頸袋鼠。

在英國阿蓋爾-比特的洛蒙德湖有小數群族的紅頸袋鼠。於1975年，在溫比思奈得野生動物園有兩對紅頸袋鼠，至1993年，其數量就上升至26隻。在坎布里亞的峰區及東薩塞克斯的阿什當森林都有指曾出現小量的紅頸袋鼠。牠們是於1900年代引進的，但估計現時已經在當地滅絕。
於1870年，有幾隻小袋鼠由塔斯曼尼亞運送往新西蘭的基督城。牠們包括了兩頭雌性及一頭雄性，後來被放生。於1874年在獵人山有牠們的蹤跡，經年後牠們大幅的增加。現時估計小袋鼠成為了獵人山的住客，在約350000公頃的地方生活。有些人因牠們數量的增加而認為牠們是害蟲。